# Trgovi
Trgovi är ett samhälle i Kroatien.   Det ligger i länet Moslavina, i den centrala delen av landet, 80 km söder om huvudstaden Zagreb. Trgovi ligger 142 meter över havet och antalet invånare är 102.
Terrängen runt Trgovi är kuperad åt nordväst, men åt sydost är den platt. Trgovi ligger nere i en dal. Runt Trgovi är det mycket glesbefolkat, med 7 invånare per kvadratkilometer. Närmaste större samhälle är Dvor, 8,0 km sydost om Trgovi. I omgivningarna runt Trgovi växer i huvudsak lövfällande lövskog.